# Ammannia octandra
Ammannia octandra är en fackelblomsväxtart som beskrevs av Carl von Linné d.y.. Ammannia octandra ingår i släktet Ammannia och familjen fackelblomsväxter. Inga underarter finns listade i Catalogue of Life.